# Герметичная оболочка
Герметичная оболочка (герметичное ограждение; защитная оболочка; гермообъём; гермозона; контейнмент от англ. containment) — пассивная система безопасности энергетических ядерных реакторов, главной функцией которой является предотвращение выхода радиоактивных веществ в окружающую среду при тяжёлых авариях. Гермооболочка представляет собой массивное сооружение особой конструкции, в котором располагается основное оборудование реакторной установки. Гермооболочка является наиболее характерным в архитектурном плане и важнейшим с точки зрения безопасности зданием атомных электростанций, последним физическим барьером на пути распространения радиоактивных материалов и ионизирующих излучений.
Практически все энергоблоки, строившиеся последние несколько десятилетий, оснащены защитными оболочками. Их применение необходимо для защиты в случае внутренней аварии с разрывом крупных трубопроводов и потерей теплоносителя (англ. LOCA, Loss-of-coolant accident), а также в случае внешних событий: землетрясений, цунами, ураганов, смерчей, падений самолётов, взрывов, ракетных ударов и т. д.
Гермооболочка рассчитывается на выполнение своих функций с учётом всех возможных механических, тепловых и химических воздействий, которые являются следствием истечения теплоносителя и расплавления активной зоны. Чаще всего гермооболочки имеют вспомогательное оборудование: локализующие системы безопасности для конденсации пара и снижения таким образом давления, специальные вентиляционные системы, оснащённые фильтрами очистки от радиоактивных изотопов иода, цезия и других продуктов деления.
В зависимости от типа реактора и специфических внешних угроз (например, сейсмичности) конструкция гермооболочек может сильно различаться. Большинство современных контейнментов (около 95 %) — оболочечные сооружения различного размера из бетона, армированного или предварительно-напряжённого, чаще всего цилиндрической формы.
Герметичная оболочка — комплексная структура, в которую входят также системы сложных трубных и кабельных проходок большого размера. За гермооболочками ведут специальный технический надзор с регулярными испытаниями их функций и инспекциями государственных органов. К материалам, монтажу, наладке и эксплуатации предъявляются строгие требования.
Первая гермооболочка в мире была сооружена на АЭС Коннектикут Янки (США), которая была введена в работу в 1968 году.

## Различия по типам реакторов

### Водо-водяные реакторы
В гермооболочках водо-водяных реакторов располагается основное оборудование реакторной установки: реактор, циркуляционные петли первого контура, главные циркуляционные насосы, парогенераторы, а также центральный зал, бассейн выдержки отработавшего топлива, полярный кран, некоторые вспомогательные системы и другое оборудование. Почти все использующиеся гермооболочки так называемого «сухого» типа.
Для водо-водяных реакторов главным фактором, обуславливающим важность гермооболочки, является необходимость восприятия нагрузки из-за повышения давления, связанного с разрывом трубопроводов первого контура. В контейнменте всегда поддерживается небольшое разрежение для смягчения действия ударной волны. Главной вспомогательной системой является спринклерная система, обеспечивающая распыление холодной воды из форсунок под куполом для конденсации пара и снижения таким образом давления.
Железобетонные и предварительно-напряжённые оболочки впервые появились в США. Первая, железобетонная, была сооружена на АЭС Коннектикут Янки, которая была введена в работу в 1968 году. Предварительное напряжение было впервые применено на АЭС Роберт Е. Джинна (пуск в 1969 году), но лишь частичное, вертикальное в стенах. Полное предварительное напряжение стен и купола было впервые применено на АЭС Палисадес (пуск в 1971 году). Затем практика строительства гермооболочек из предварительно-напряжённого железобетона стала всё шире распространяться в США, Канаде, Японии, Бельгии (АЭС Тианж, блок 1, 1975 год), Франции (АЭС Фессенхейм, блоки 1—2, 1977 год), СССР. Первое применение такой гермооболочки в советском реакторостроении — АЭС Ловииса c реакторами ВВЭР-440 в Финляндии (первый блок пущен в 1977 году), затем, начиная с Нововоронежской АЭС (блок 5, пуск в 1980 году), в СССР строились блоки с ВВЭР-1000, оснащённые гермооболочками.
Гермооболочки водо-водяных реакторов имеют большие размеры: обычно объём от 75 000 до 100 000 м³, в советских и российских проектах — от 65 000 до 67 000 м³. Такой большой объём необходим для восприятия энергии, выделяющейся при аварии. В большинстве случаев они рассчитаны на внутреннее давление в 0,5 МПа. Существует два подхода:
- одиночная оболочка с внутренней металлической облицовкой. Наиболее распространены, используются в большинстве стран, в том числе в США, Японии, России. Имеют в основном цилиндрическую форму, для большинства немецких проектов характерна стальная оболочка полусферической формы.

- двойная, часто с большим пространством между оболочками, с внутренней металлической облицовкой или без неё (так называемый «французский» вариант). Внешняя, не напряжённая оболочка для защиты от внешних воздействий и внутренняя, предварительно-напряжённая, для локализации аварий с разгерметизацией первого контура. Во Франции для реакторов мощностью от 1300 МВт используются двойные оболочки, также они применяются в последних энергоблоках в Бельгии[7]. Вариант с двойной гермооболочкой первоначально рассматривался и в СССР для реакторов ВВЭР-1000, однако решением председателя Госкомитета СССР по использованию атомной энергии Петросянца был выбран одиночный вариант[16]. В 2000-х годах для нового проекта АЭС-2006 с реакторами ВВЭР-1200 Россией было решено использовать двойную гермооболочку со стальной внутренней облицовкой. Объём внутренней оболочки — 65 000 м³, между внутренней и внешней оболочками — пространство объёмом 18 000 м³[17].

Другие виды, кроме «сухих» гермооболочек, для водо-водяных реакторов последние десятилетия не сооружаются. Ранее в малом количестве использовалось ещё два типа, имевших меньшие размеры:
- c ледовым конденсатором в пределах гермооболочки, который способен конденсировать пар в случае аварии (например, станции «Секвойя» и Уоттс Бар[англ.] в США)[9];
- с глубоким разрежением в гермооболочке, для сглаживания резкого воздействия и частичной компенсации повышающегося давления при аварии.

#### Типичные характеристики
Геометрия

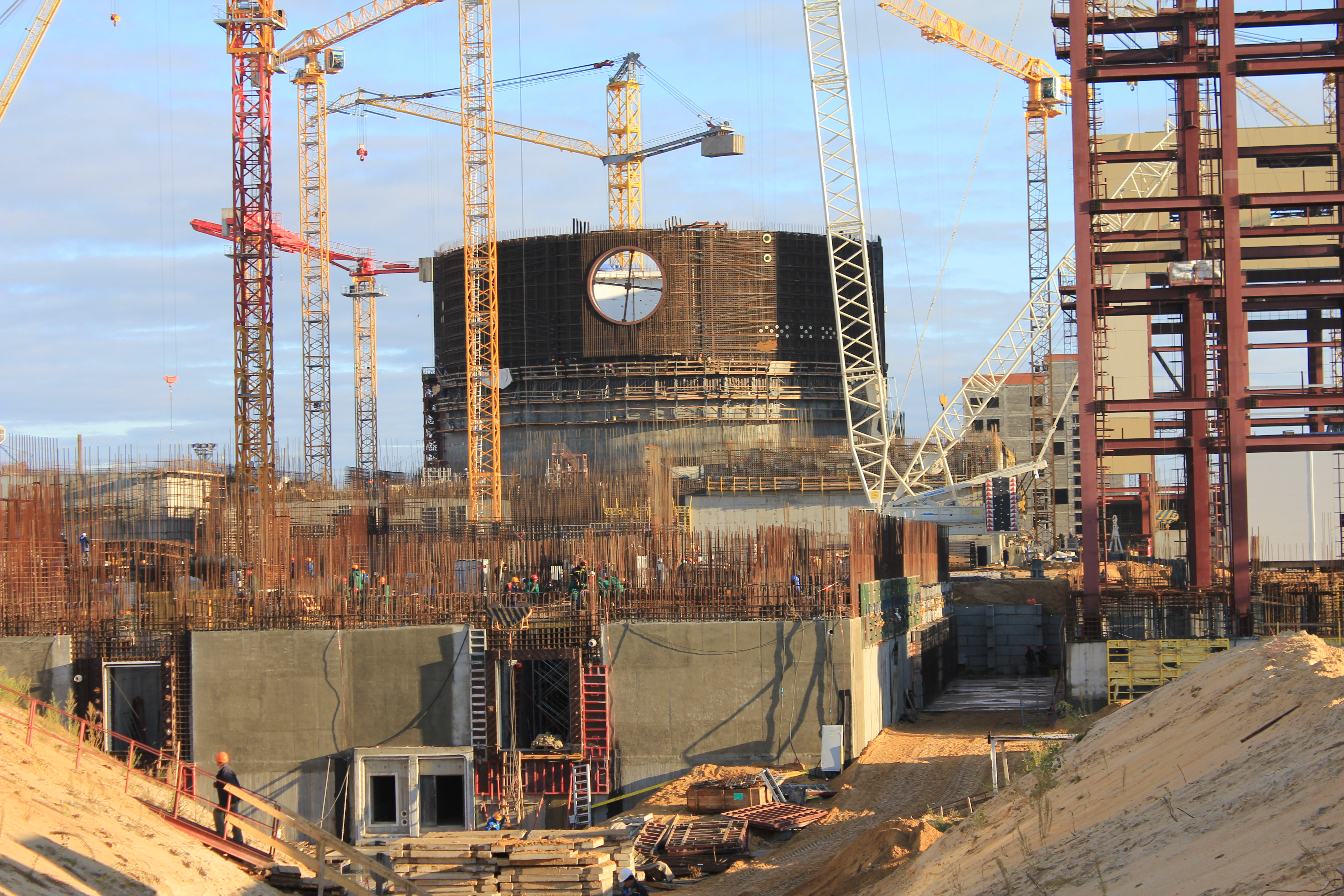
Строящаяся Нововоронежская АЭС-2. На дальнем плане внутренняя гермооболочка с отверстием в месте, где будет шлюз для прохода персонала

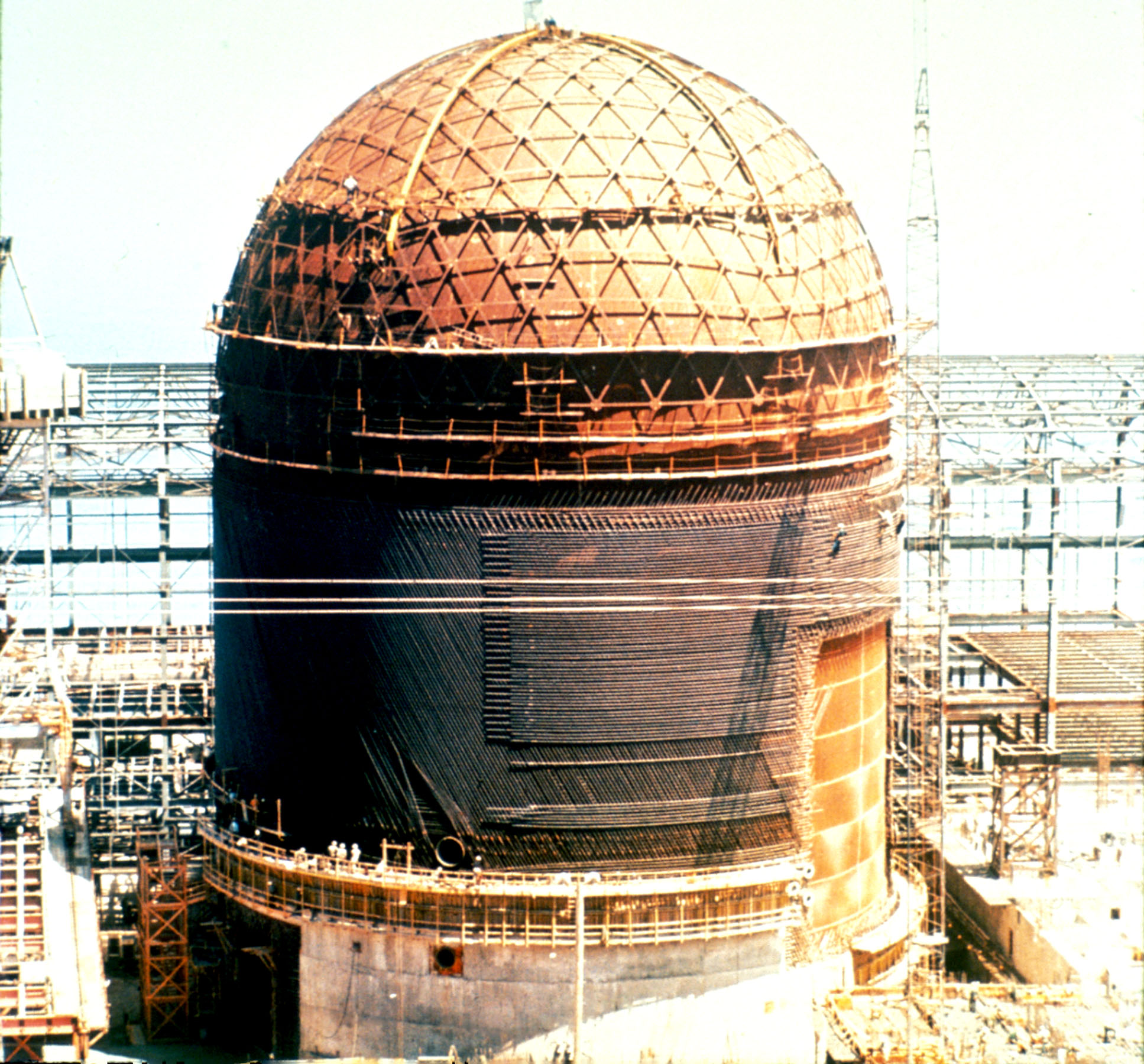
Демонтаж контейнмента

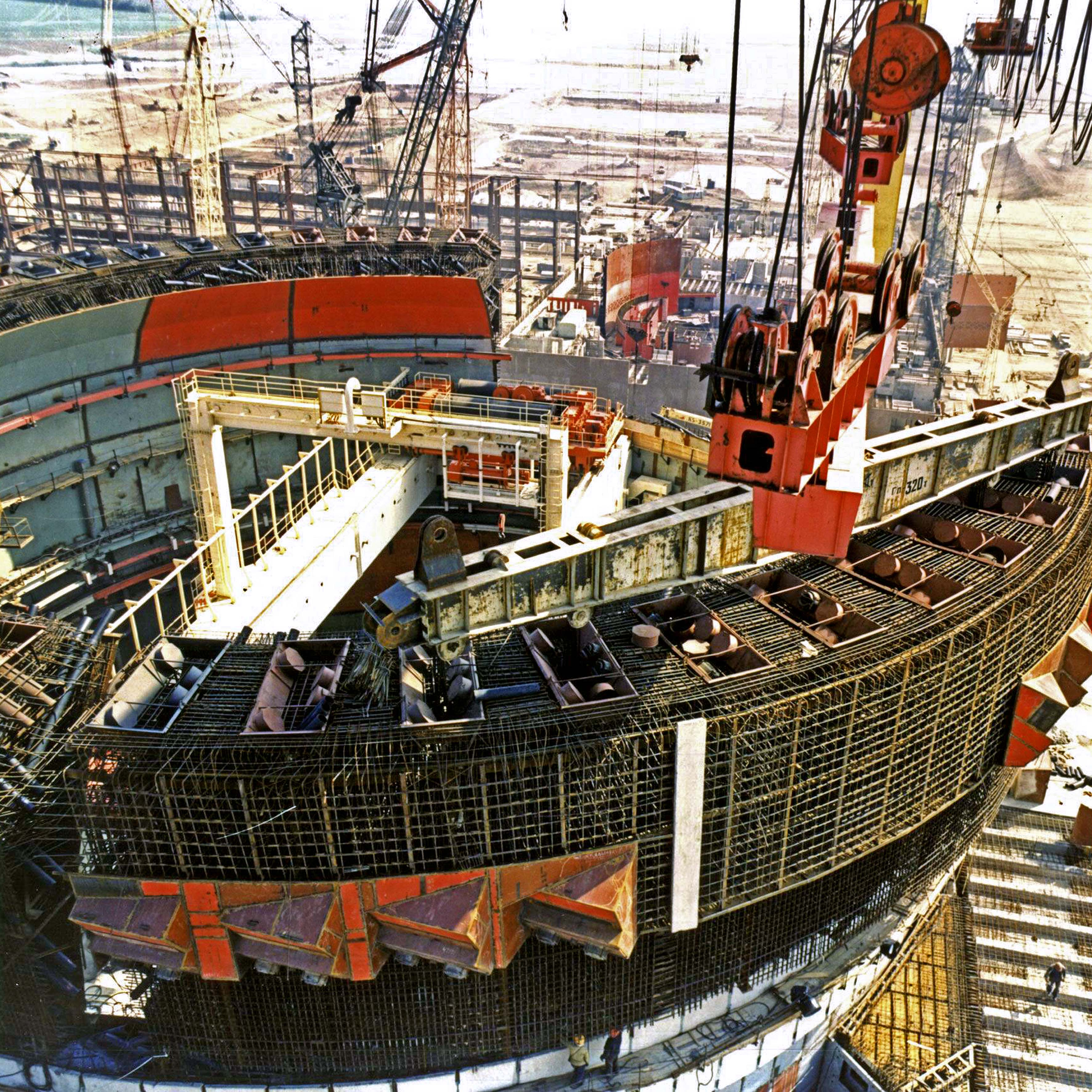
Сооружение гермооболочки Балаковской АЭС

Чаще всего гермооболочки имеют форму цилиндра с полусферическим куполом, опирающимся на бетонное основание.
- внутренний диаметр от 37 до 45 метров;
- толщина стен и купола от 0,8 до 1,3 метра;
- толщина основания от 1 м (скальная порода или опора на специальное сооружение, как в реакторах ВВЭР-1000) до 5 м (недостаточно твёрдый грунт под основанием, высокая сейсмичность, предварительно-напряжённое основание);
- полная высота типичных оболочек 50—60 метров[18].

Проходки
Оборудование внутри гермооболочки связано с многочисленными вспомогательными и аварийными системами снаружи, поэтому через стены необходим вход трубопроводов и кабелей, для чего в гермооболочке предусматривается система герметичных трубных и кабельных проходок различного размера. В среднем их около 120. Самыми большими отверстиями являются: транспортный люк для загрузки/выгрузки оборудования и топлива — диаметр примерно 8 метров; основной и аварийные шлюзы для прохода персонала — по 3 метра; проходки паропроводов — 1,3 метра.
Максимальные расчётные параметры при аварии
- давление чаще всего 0,5 МПа;
- температура чаще всего 150 °C[18].

Напряжение и прочность
В среднем напряжение цилиндрической части типичного предварительно-напряжённого контейнмента при нормальной эксплуатации — 10 МПа в тангенциальном направлении и 7 МПа в вертикальном направлении, что обеспечивает прочность железобетона порядка 40 МПа.
Облицовка
Внутренняя облицовка, если она имеется, чаще всего из стали, толщиной 6…8 мм. Облицовка требуется для улучшения герметизации и большей устойчивости к нагрузкам.
Расход материалов
Указанные величины сильно разнятся в зависимости от проекта.
Одиночная оболочка с облицовкой (для энергоблока мощностью около 900 МВт):
| Материал                 | Контейнмент | Основание | Всего  |
| ------------------------ | ----------- | --------- | ------ |
| Бетон, м³                | 8000        | 5000      | 13 000 |
| Арматура, т              | 1000        | 800       | 1800   |
| Преднапряжённая сталь, т | 1000        | —         | 1000   |
| Стальная облицовка, т    | 500         | 150       | 650    |

Двойная оболочка без облицовки (для энергоблока мощностью около 1400 МВт):
| Материал                 | Внутренняя оболочка | Внешняя оболочка | Основание | Всего  |
| ------------------------ | ------------------- | ---------------- | --------- | ------ |
| Бетон, м³                | 12 500              | 6000             | 8000      | 26 500 |
| Арматура, т              | 1150                | 850              | 1500      | 3500   |
| Преднапряжённая сталь, т | 1500                | —                | —         | 1500   |

### Кипящие реакторы

Упрощённое схематическое изображение энергоблока с распространённым кипящим реактором General Electric
10 — бетонная гермооболочка;
19 — стальная оболочка;
24 — бак-барботер

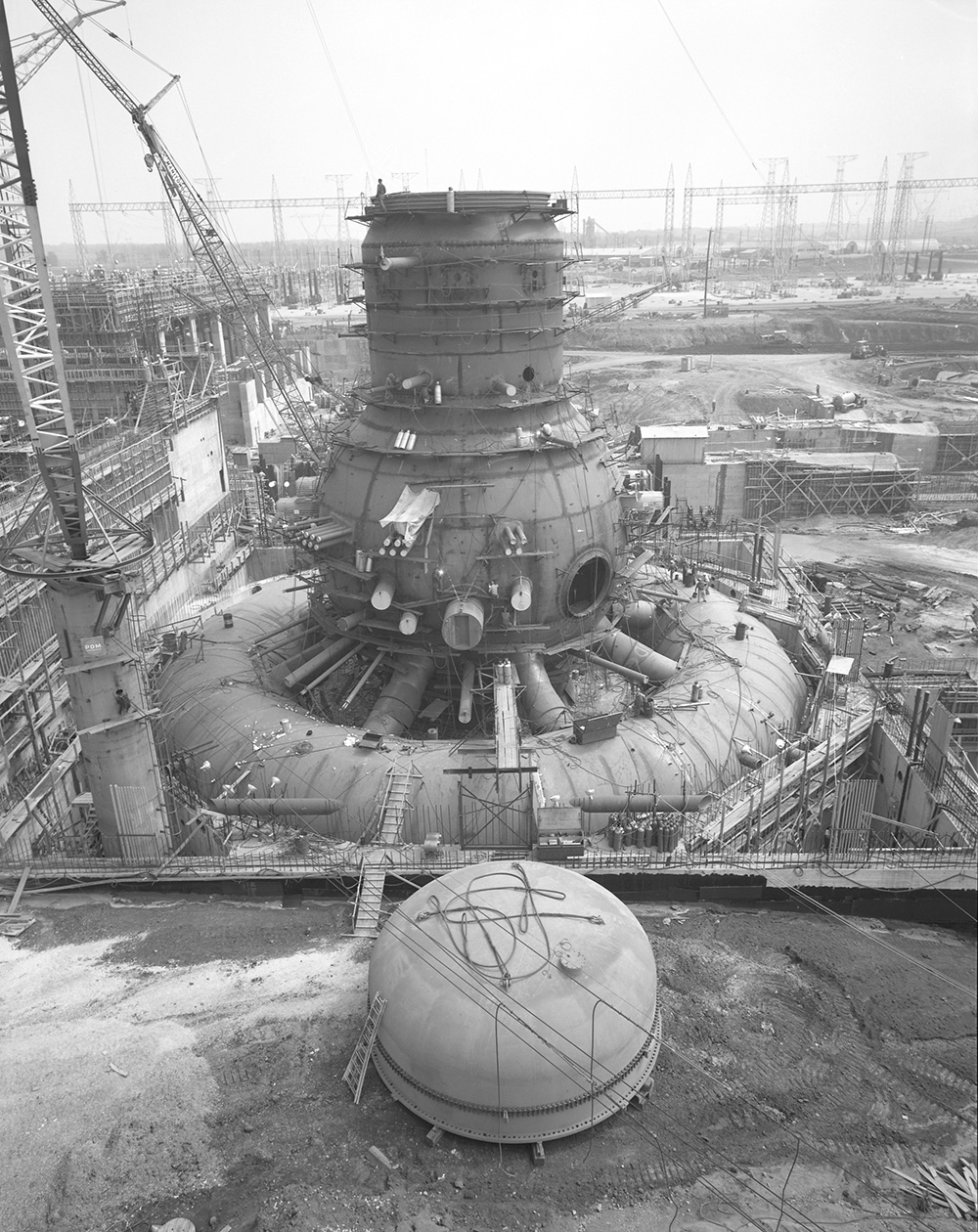
Возведение оболочки блока АЭС Браунз-Ферри. На переднем плане съёмный колпак

Большинство кипящих реакторов работают в США, Японии (компания General Electric и её лицензиаты, Toshiba и Hitachi), Швеции (компания ABB) и Германии (компания Kraftwerk Union).
Все кипящие реакторы проектируются с системами снижения давления в гермооболочке. Контейнмент состоит из двух главных частей — сухой шахты (сухого бокса) реактора (англ. dry-well) и бака-барботера (англ. wet-well). В случае аварии с потерей теплоносителя в пределах гермообъёма, пар направляется с помощью козырьков (направляющих аппаратов) в бак-барботер с водой, где происходит его конденсация. В дополнение имеются также системы с распылением воды в гермообъёме. В связи с такой конструкцией объёмы оболочек довольно малы — около 1/6 размера от «сухой» оболочки водо-водяных реакторов. Почти все вспомогательные системы располагаются в здании, окружающем гермооболочку. Это здание выполняет роль второго контейнмента (англ. secondary containment), в нём поддерживается слабое разрежение.
Большинство первых проектов General Electric и её лицензиатов в различных странах имеет бетонный контейнмент со стальной внутренней оболочкой грушевидной формы, отделяющей сухой бокс от бака-барботера. В Скандинавии блоки компании ABB, например в Швеции и Финляндии (АЭС Олкилуото), оснащены гермооболочками из предварительно-напряжённого железобетона со стальной облицовкой, закрытого в верхней части стальным куполом. Основание и верхняя часть предварительно-напряжены лишь частично. В Германии энергоблоки Kraftwerk Union первоначально оснащались стальными полусферическими гермооболочками, затем проектные решения изменились на цилиндрические оболочки из предварительно-напряжённого железобетона со стальной облицовкой и дополнительной защитой от падения самолётов в верхней части (блоки B и C АЭС Гундремминген). В энергоблоках с улучшенными кипящими реакторами, которые строит General Electric и его лицензиаты в Японии и на Тайване, гермооблочка интегрирована в здание реакторного отделения таким образом, что уменьшился общий размер сооружения и увеличилась сейсмоустойчивость за счёт понижения центра тяжести.
Для решения проблемы скопления водорода, которая стоит в кипящих реакторах значительно острее из-за меньших размеров оболочки, в ранних конструкциях контейнментов применяется заполнение сухой шахты реактора инертным газом (например, чистым азотом), в более поздних проектах предусматриваются системы дожигания водорода.

#### Типичные характеристики
Геометрия
Типичная оболочка — цилиндр (часто с шарообразным утолщением в нижней части), установленный на массивной плите и увенчанный плитой из предварительно-напряжённого железобетона со съёмным металлическим колпаком для доступа к реактору. Внутренний диаметр обычно 26, высота 35 метров, у улучшенных кипящих реакторов — диаметр на 3 метра больше при 29,5-метровой высоте. 
Проходки
Количество отверстий — около 100, причём под транспортный люк (самое большое отверстие в оболочках водо-водяных реакторов) отсутствует. Шлюзы для персонала имеют диаметр 2,5 метра. 
Максимальные расчётные параметры при аварии
Расчётные параметры в среднем несколько выше, чем у оболочек водо-водяных реакторов: давление — обычно 0,6 МПа, температура — 170 °С. 
Облицовка
Внутренняя облицовка из стали толщиной 6…10 мм.

### Тяжеловодные реакторы

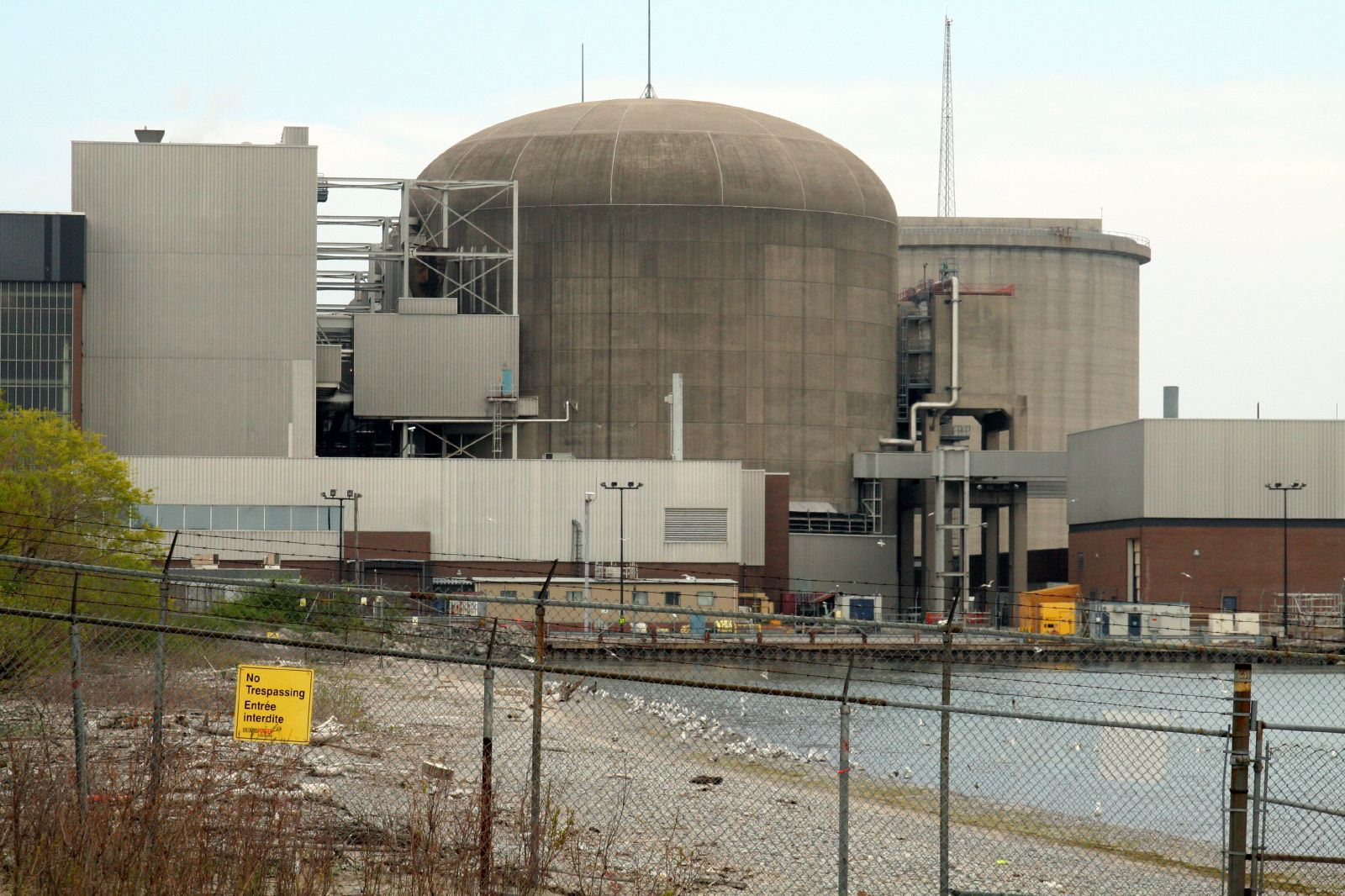
Энергоблок АЭС Пикеринг, на заднем плане сооружение для сброса давления

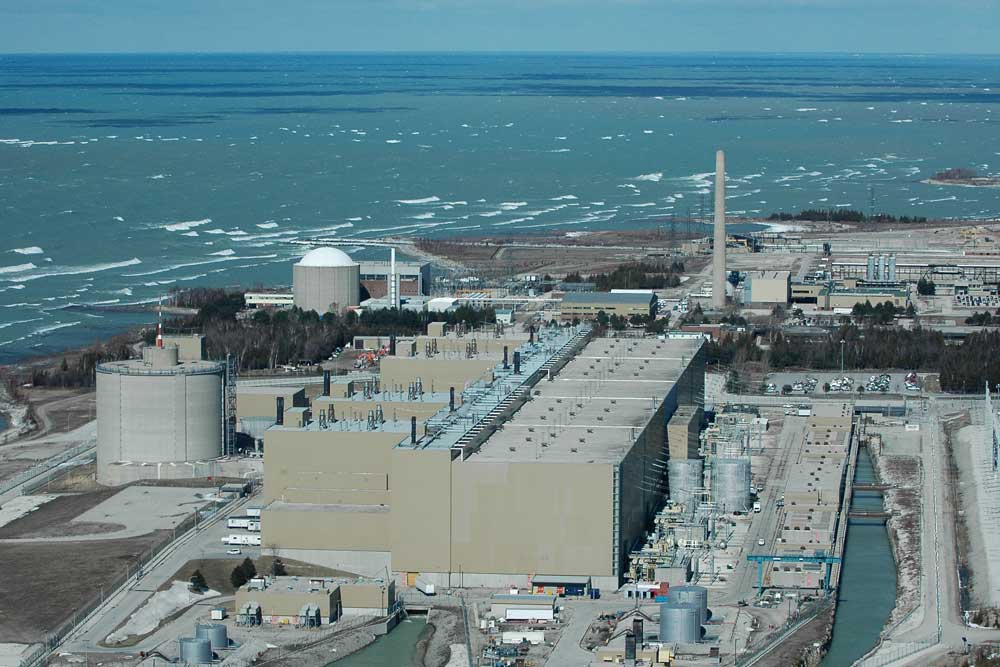
АЭС Брюс, вакуумное сооружение слева от энергоблоков

Тяжеловодные реакторы в основном известны под названием CANDU, это канадское национальное направление. Эти реакторы Канада также строила в Южной Корее, Пакистане, Румынии, Китае и Аргентине. Другое государство, где реакторы этого типа являются национальным направлением, — Индия. Также их строил немецкий Kraftwerk Union, например, на АЭС Атуча в Аргентине.
Примером стандартного для CANDU дизайна гермооболочек могут послужить четыре энергоблока АЭС Пикеринг. Все их цилиндрические оболочки, в которых находятся оборудование первого контура и парогенераторы, соединены с отдельно стоящим специальным «вакуумным» сооружением объёмом 82 000 м³, в котором поддерживается разрежение 0,007 МПа. В случае аварии с повышением давления в гермооболочке одного из блоков, происходит разрыв мембраны на трубопроводе, и аварийный блок соединяется с вакуумным сооружением. Таким образом избыточное давление полностью сбрасывается менее, чем за 30 секунд, даже в случае несрабатывания аварийных систем энергоблоков. И гермооболочки, и вакуумное сооружение оснащены спринклерными (распылительными) и вентиляционными системами для конденсации пара и снижения давления. Также в вакуумном сооружении имеется дополнительный бак с аварийным запасом воды для этих целей. Расчётное давление оболочек реакторов составляет 0,42 МПа с вакуумным сооружением и 0,19 МПа без него. Гермооболочки выполнены из предварительно-напряжённого железобетона, вакуумное сооружение — из железобетона. Внутренняя облицовка оболочек — из резины на основе эпоксидных смол и винила, армированной стеклопластиком, вакуумное сооружение без облицовки. В более поздних проектах, например канадской АЭС Брюс, облицовка оболочек выполнена стальной, а железобетон вакуумного сооружения предварительно напряжён.
Гермооболочки индийских реакторов развивались в другом направлении. В отличие от канадских реакторов, индийские оболочки двойные, без внутренней облицовки и с баком-барботером в гермообъёме. Контейнмент разделён водонепроницаемыми перегородками на сухой бокс и бак-барботер. В случае аварии пароводяная смесь через вентиляционную систему сбрасывается из сухого бокса в бак-барботер и конденсируется. Блоки АЭС Раджастан (пуск в 1981 году) стали первыми в Индии из предварительно-напряжённого железобетона (только купол, стены — из железобетона). В последующем проекте, АЭС Мадрас, применено разделение объёмов на сухой бокс и барботер. Гермооболочки энергоблоков этой станции частично двойные, внутренняя оболочка из предварительно-напряжённого, а внешняя — из монолитного, не армированного бетона. Следующим этапом эволюции стали гермооболочки АЭС Нарора, в которых внешняя оболочка выполнена из железобетона. Затем, на АЭС Какрапар внешний купол был выполнен съёмным для возможности замены парогенераторов. Этот дизайн с небольшими изменениями использовался на множестве индийских энергоблоков.

### Другие типы

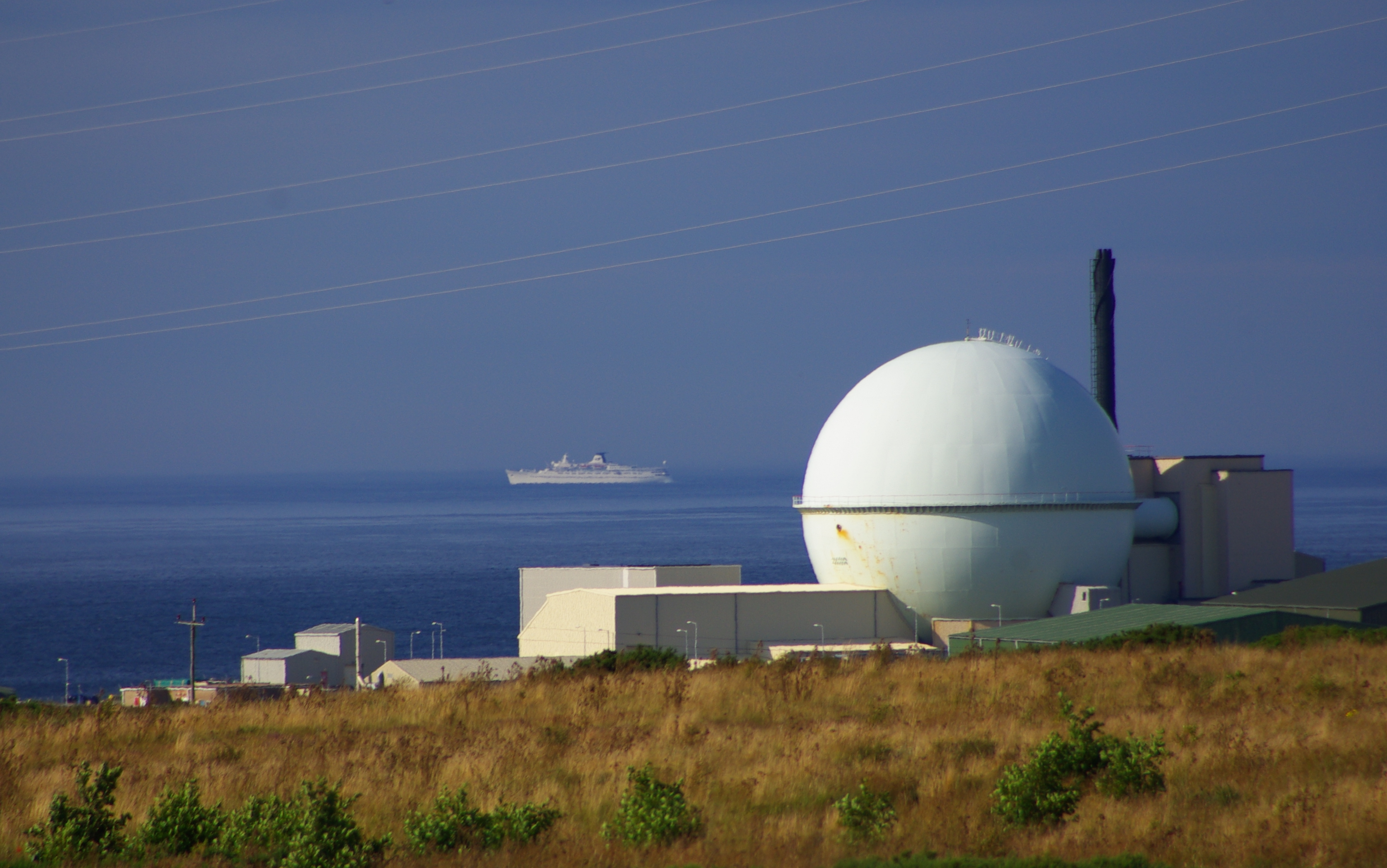
Энергоблок закрытой АЭС Дунрей (реактор на быстрых нейтронах) в Великобритании со стальной гермооболочкой

Реакторы-размножители на быстрых нейтронах были разработаны и функционировали в нескольких странах (США, Японии, Великобритании, Франции, СССР), однако в настоящий момент работает лишь единственный в мире, БН на Белоярской АЭС в России. Так как теплоносителем в таких реакторах является жидкий металл, а не вода, гермооболочки, бетонные или стальные, рассчитываются на значительно меньшее давление — 0,05—0,15 МПа.
Газоохлаждаемые реакторы (Magnox и AGR) — национальное направление в реакторостроении Великобритании. Такие реакторы не имеют гермооболочек. Основное оборудование в них интегрировано с активной зоной в корпус из предварительно-напряжённого железобетона, который, таким образом, играет роль контейнмента.
Высокотемпературные газоохлаждаемые реакторы строились в 60-е, и все были закрыты к концу 80-х годов. В США компанией General Atomics были построены несколько энергоблоков станций «Форт-Сент-Врейн» и «Пич-Боттом». Гермооболочки цилиндрической формы из железобетона c куполом, внутри находятся реактор из предварительно-напряжённого железобетона и основное оборудование. Расчётное давление — 0,35 МПа. В Германии действовал реактор THTR-300 компании Nukem без гермооболочки, с цилиндрическим реактором из предварительно-напряжённого железобетона.
В энергоблоках с реакторами РБМК, которые строились в СССР, гермооболочки не использовались из-за больших размеров реактора. Роль контейнмента выполняет система бетонных боксов вокруг реактора, в которых находится основное оборудование, и бассейн-барботер для сброса пара в случае аварийной ситуации.

## Современные тенденции

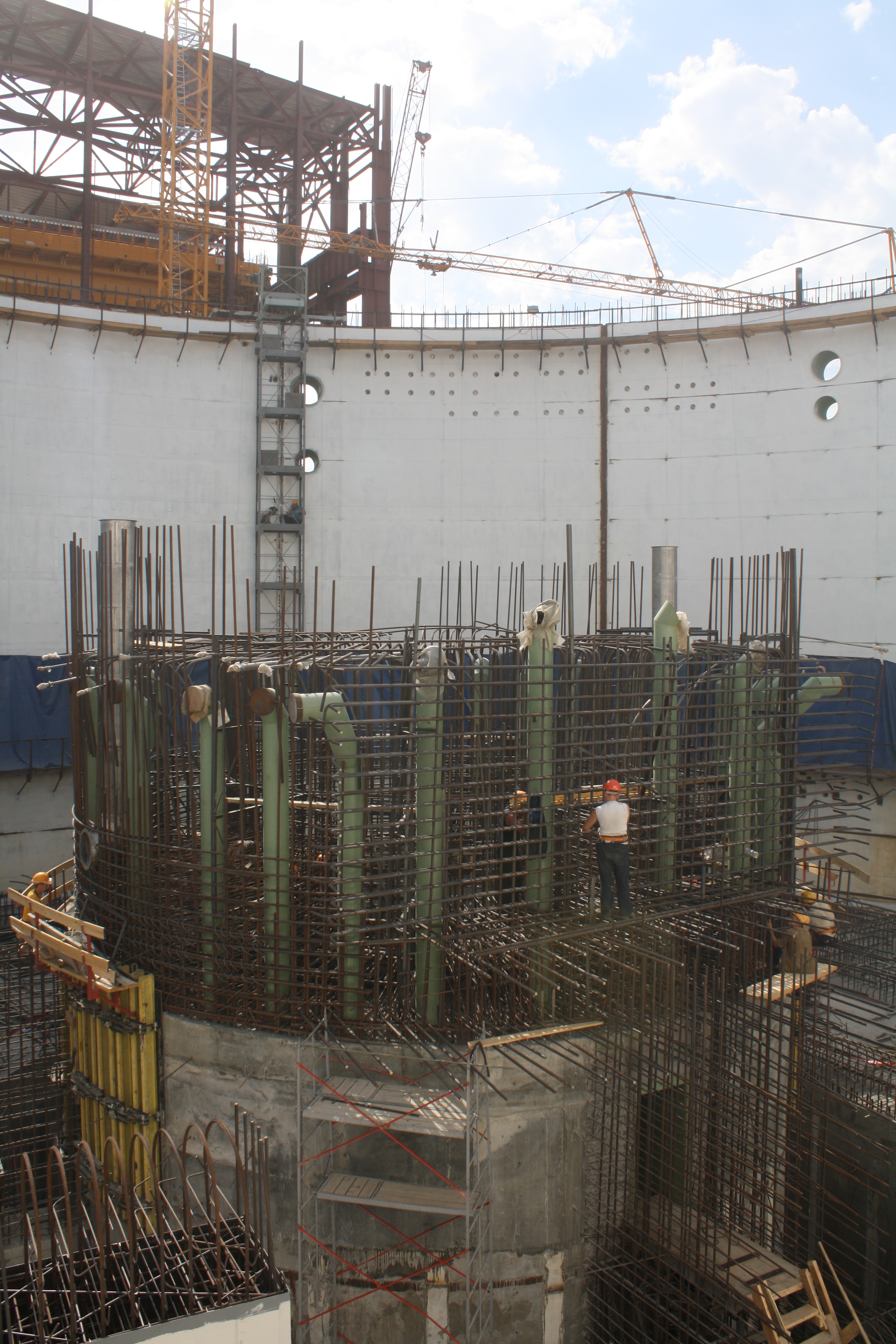
Монтаж ловушки расплава на Нововоронежской АЭС-2

Современные тенденции в сооружении гермооболочек направлены, в основном, в сторону наращивания пассивных, то есть не требующих источников энергии и сигнала на включение систем. В этом направлении активно развивались все аварийные системы в реакторах последнего, 3+ поколения. В настоящее время ведётся строительство четырёх ВВЭР-1200 (Нововоронежская АЭС-2 и Ленинградская АЭС-2) в России, четырёх AP1000 (компания Westinghouse) в Китае и четырёх EPR (Areva совместно с Siemens) в Финляндии, Франции и Китае. Россия уже использовала новые решения при строительстве Тяньваньской АЭС в Китае и АЭС Куданкулам в Индии. Существует и целый ряд других проектов различных компаний мира, реализация которых ещё не начата.
Во всех новых проектах гермооболочки двойные, внешняя для защиты от внешних воздействий и внутренняя для локализации аварий с разгерметизацией первого контура. В ВВЭР-1200 и EPR внешняя оболочка из железобетона, внутренняя из предварительно-напряжённого железобетона. В AP1000 внутренняя оболочка стальная. Во всех проектах между внутренней и внешней оболочками в случае аварии организуется естественная циркуляция воздуха для охлаждения внутренней оболочки.
Другим направлением в повышении безопасности является защита гермооболочки в случае расплавления ядерного топлива и прожигания им корпуса реактора. Впервые подобное устройство было сооружено в контейнменте Тяньваньской АЭС с ВВЭР-1000 (пуск в 2007 году) и принято для проектов с ВВЭР-1200. В российских гермооболочках ловушка расплава сооружается под реактором, в её корпусе находится наполнитель, в основном из оксидов железа и алюминия. Наполнитель растворяется в расплаве топлива для уменьшения его объёмного энерговыделения и увеличения поверхности теплообмена, а вода по специальным трубопроводам заливает эту массу. В EPR ловушка организована по-другому — расплав, прожёгший корпус, попадает на наклонную поверхность, направляющую его стекание в бассейн с водой и охлаждаемым металлическим днищем специальной конструкции. В AP1000 ловушка расплава отсутствует, но предусмотрена система для предотвращения прожигания корпуса — шахта реактора в случае такой аварии заливается водой, охлаждающей корпус снаружи.
Известным нововведением в области пассивной безопасности являются каталитические рекомбинаторы водорода. Их можно устанавливать и на уже работающих блоках (на множестве АЭС по всему миру они уже установлены), в обязательный набор элементов они входят в новых проектах. Рекомбинаторы — небольшие устройства, которые во множестве устанавливаются по всему гермообъёму и обеспечивают снижение концентрации водорода при авариях с его выделением. Рекомбинаторы не требуют источников энергии и команд на включение — при достижении небольшой концентрации водорода (0,5—1,0 %) процесс его поглощения рекомбинаторами начинается самопроизвольно.